# Tibble, Rasbokils socken
Denna artikel handlar om småorten Tibble i Uppsala kommun, för andra Tibble i Uppsala kommun, se Tibble
Tibble är en småort i Rasbokils socken i Uppsala kommun, Uppsala län belägen cirka 8 km öster om Vattholma. Vid SCB avgränsning 2023 utbröts östra delen och bildade småorten Granlund.